# Episodi di Childrens Hospital (sesta stagione)
La sesta stagione della serie televisiva Childrens Hospital, composta da 14 episodi, è stata trasmessa negli Stati Uniti, da Adult Swim, dal 20 marzo al 19 giugno 2015.
In Italia la stagione è inedita.
| nº | Titolo originale                                | Prima TV USA   |
| -- | ----------------------------------------------- | -------------- |
| 1  | Five Years Later                                | 20 marzo 2015  |
| 2  | Codename: Jennifer                              | 27 marzo 2015  |
| 3  | We Are Not Our DNA!                             | 3 aprile 2015  |
| 4  | Fan Fiction                                     | 10 aprile 2015 |
| 5  | With Great Power...                             | 17 aprile 2015 |
| 6  | Just Like Cyrano De Bergerac                    | 24 aprile 2015 |
| 7  | Up at 5                                         | 1º maggio 2015 |
| 8  | Koontz Is Coming                                | 8 maggio 2015  |
| 9  | Sperm Bank Heist                                | 15 maggio 2015 |
| 10 | Nils Vildervaan, Professional Interventiomalist | 22 maggio 2015 |
| 11 | Me, Owen                                        | 29 maggio 2015 |
| 12 | 27 Club                                         | 5 giugno 2015  |
| 13 | Home Life of a Doctor                           | 12 giugno 2015 |
| 14 | Kick Me                                         | 19 giugno 2015 |